# Ahilova tetiva
Ahilova tetiva je jaka tetiva pričvršćena za petu. Njen zadatak je da na kosti prenese snagu nožnih mišića, i kod ljudi je stalno aktivna dok hodaju, trče ili skaču. 

## Poreklo termina
Ime je dobilo po Ahilu, sinu Peleja i Tetide, jednom od junaka iz Ilijade, grčkog epa koji se prepisuje Homeru. Legenda kaže da je majka Tetida uronila Ahila u močvarnu vodu Stiksa. Na taj način je postao neranjiv po celom telu, osim na peti za koju ga je majka držala. Ahil je poginuo kada ga je Paris pogodio u petu strelom koju je usmerio Apolon. Ahilova tetiva, odnosno Ahilova peta, u prenesenom smislu označava nečiju slabu tačku.

## Dodatne slike
- Potkoleni, posterior tibial, i peronealne arterije.
- Zadnja strana levog donjeg ekstremiteta.
- Sluzokožni omotač tetiva oko gležnja. Lateralni aspekt.
- Sluzokožni omotač tetiva oko gležnja. Medijalni aspekt.

## Literatura
- Славољуб В. Јовановић, Нева Л. Лотрић (1987). Дескриптивна и топографска анатомија човека. Београд, Загреб: Научна књига.